# M/S Lotten av Hammarby Sjöstad

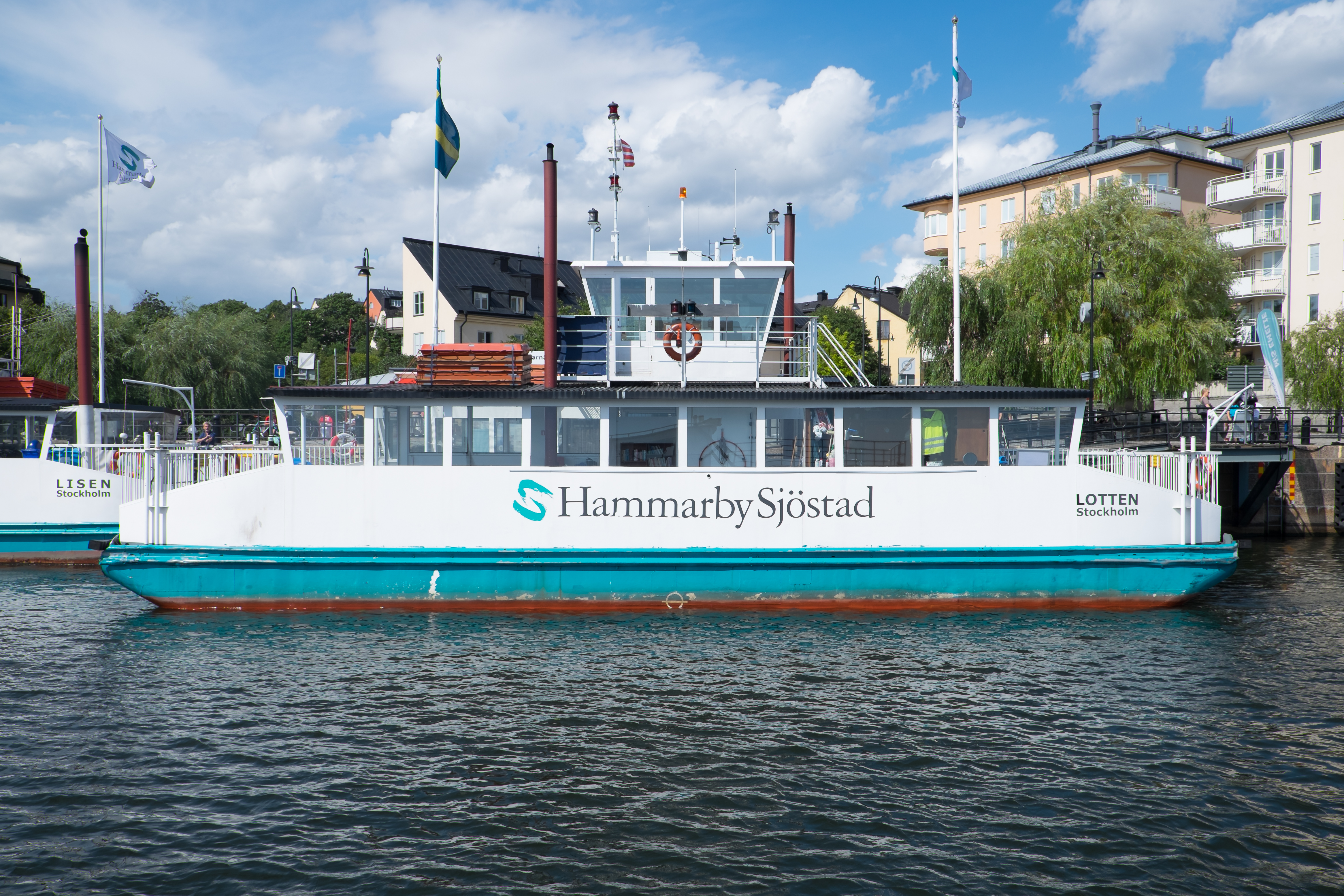
M/S Lotten i Hammarby sjöstad, 2014

M/S Lotten av Hammarby Sjöstad är en motorfärja som används av Ressel Rederi i färjeförbindelsen Hammarbyfärjan över Hammarbyleden i Stockholm. Hon byggdes 1979 av Parkano Oy i Parkano i Finland som Kairala. Hon döptes om till Hammarby sjöstad i mars 2002 vid försäljning till Sverige och fick sitt nuvarande namn den 15 juli 2002. Sedan september 2020 drivs Lotten med eldrift från uttjänta bilbatterier.